# 히로역
히로역(일본어: 広駅)은 일본 히로시마현 구레시에 위치한 서일본 여객철도 구레선의 철도역이다. 단선 · 섬식의 형태를 합친 2면 3선 구조의 복합 승강장을 갖춘 지상역이다.

## 타는 곳
| 1 · 2 · 3 | ■ 구레 선 | 상행 | 다케하라 · 미하라 방면 |
| 1 · 2 · 3 | ■ 구레 선 | 하행 | 구레 · 히로시마 방면   |

## 이용 현황
| 연도     | 1일 평균 | 연도     | 1일 평균 |
| 1999년도 | 5,792    | 2007년도 | 4,109    |
| 2000년도 | 5,738    | 2008년도 | 4,087    |
| 2001년도 | 5,575    | 2009년도 | 3,946    |
| 2002년도 | 4,699    | 2010년도 | 3,869    |
| 2003년도 | 4,434    | 2011년도 | 3,801    |
| 2004년도 | 4,336    | 2012년도 | 3,774    |
| 2005년도 | 4,221    | 2013년도 | 3,832    |
| 2006년도 | 4,123    |          |          |
| -------- | -------- | -------- | -------- |

## 역 주변
- 국도 제185호선
- 주고쿠 공업
- 구레 시 종합 체육관

## 인접 역
| 서일본 여객철도 구레선 | 서일본 여객철도 구레선                 | 서일본 여객철도 구레선            |
| ---------------------- | -------------------------------------- | --------------------------------- |
| 니가타 미하라 방면     | ■ 쾌속 '통근 라이너' · '아키지 라이너' | 신히로 가이타이치 · 히로시마 방면 |
| 니가타 미하라 방면     | ■ 보통                                 | 신히로 가이타이치 · 히로시마 방면 |